# Alvaston, Cheshire
Alvaston var en civil parish från 1866 till 1899 då den blev en del av Worleston, i grevskapet Cheshire, i England. Civil parish var belägen 19 km från Northwich och hade 30 invånare år 1891.